# 川端要壽
川端 要壽（かわばた ようじゅ、1924年6月10日 - 2013年3月14日）は、文芸・相撲評論家、小説家。

## 生涯
岐阜県出身。のち東京府南葛飾郡小岩町（現・東京都江戸川区）に移る。小岩町立下小岩尋常小学校（現・江戸川区立下小岩小学校）に入る。尋常小学校では後の横綱栃錦とは同級生だった。その後横浜高等工業学校（現・横浜国立大学）を卒業する。数々の職業遍歴を経て、1969年から東京都板橋区の三和化学に勤務した。競馬を好む。

## 著書
- 『堕ちよ!さらば 吉本隆明と私』檸檬社 1981　のち河出文庫
- 『修羅の宴 吉本隆明と私』砂子屋書房 1986
- 『春日野清隆と昭和大相撲』河出書房新社 1990
- 『昭和文学の胎動 同人雑誌『日暦』初期ノート』福武書店 1991
- 『鎮魂 小説・春日野清隆』河出書房新社 1992
- 『土俵の鬼二子山勝治伝』河出書房新社 1992
- 『物語日本相撲史』筑摩書房 1993
- 『関脇玉椿』徳間書店 1995
- 『奇人横綱男女ノ川』徳間書店 1996　「下足番になった横綱 奇人横綱男女ノ川」小学館文庫
- 『勤王横綱陣幕久五郎』河出書房新社 1996
- 『無頼ケンカ玉剛勇横綱玉錦』のべる出版企画 1998

### 共編
- 『全作家短編小説集 第4巻』竹森仁之介,森光洋子共編 全国同人雑誌作家協会 2003

## 注
1. ↑  『大相撲』1987年9月号89頁。
2. ↑  『文藝年鑑』2008年[要ページ番号]
3. ↑  『現代日本人名録』[要ページ番号]